# Lophogobius bleekeri
Lophogobius bleekeri är en fiskart som beskrevs av Canna Maria Louise Popta 1921. Lophogobius bleekeri ingår i släktet Lophogobius och familjen smörbultsfiskar. Inga underarter finns listade i Catalogue of Life.